# Noe Itō
Noe Itō (伊藤 野枝?, Itō Noe; Fukuoka, 21 gennaio 1895 – Tokyo, 16 settembre 1923) è stata un'anarchica, scrittrice e femminista giapponese.

## Biografia

### Primi anni ed istruzione
Itō nacque nell'isola di Kyūshū, vicino Fukuoka, il 21 gennaio 1895. A 14 anni iniziò a lavorare per l'ufficio postale e l'anno dopo si trasferì a Tokyo per frequentare la scuola superiore femminile di Ueno.
Nell'estate del suo quinto anno alla Ueno, tramite l'interessamento di uno zio, si sposò con un uomo di nome Fukutarō. Itō acconsentì al matrimonio perché Fukutarō era appena ritornato dall'America, dove sperava di recarsi anche lei, avendo confidato alla sorella che una volta raggiunto il paese l'avrebbe lasciato. Questo non avvenne: la coppia rimase in Giappone, e lo scontento di Itō divenne ancora più profondo quando suo marito non supportò i suoi interessi in campo educativo – cosa che, invece, era parte del loro accordo matrimoniale.
Mentre frequentava la Ueno, strinse amicizia con il suo insegnante di inglese, Jun Tsuji. L'uomo le fece da confidente durante il matrimonio e le consentì di restare con lui quando sarebbe dovuta tornare a casa dal marito, con conseguenze distruttive per la sua educazione. Con il supporto di Tsuji, Itō pose fine al suo matrimonio e proseguì con la sua formazione.

### Attivismo politico
Nel marzo 1912 Itō si diplomò alla scuola superiore femminile di Ueno. Nel 1915 si unì alla Bluestocking Society (青鞜社?, Seitō-sha), che produceva la rivista femminista di arte e cultura Seitō (青鞜?), contribuendovi fino al 1916. Nel suo ultimo anno come direttrice editoriale praticò un'attitudine inclusiva verso i contenuti, «aprendo le pagine a discussioni estese su aborto, prostituzione e maternità». In ambito letterario, Itō si occupò sia di saggistica che di narrativa, scrivendo racconti, testi di critica sociale e traducendo gli scritti di Emma Goldman. Dopo la laurea, la relazione con Tsuji diventò romantica e la coppia ebbe due figli: Makoto, nato il 20 gennaio 1914, e Ryūji, nato il 10 agosto 1915. I due si sposarono ufficialmente nel 1915. La loro relazione durò per quattro anni, finché lei non fu affascinata da Sakae Ōsugi. A partire dal 1916 Itō visse e lavorò con Ōsugi, continuando la sua ascesa all'interno del gruppo femminista e mostrando crescenti potenzialità di leadership.

### Morte
Nel caos che seguì il grande terremoto del Kantō del 16 settembre 1923, secondo la scrittrice e attivista Harumi Setouchi, Itō, Ōsugi e il suo nipotino di 6 anni vennero arrestati, percossi a morte e gettati in un mulino abbandonato da uno squadrone della polizia militare guidato dal generale Masahiko Amakasu. Secondo la studiosa di letteratura Patricia Morley, Itō e Ōsugi vennero strangolati nelle loro celle. Noe Itō aveva 28 anni. L'uccisione di due anarchici di così alto profilo e di un bambino piccolo divenne conosciuta come l'incidente di Amakasu e suscitò sorpresa e rabbia in tutto il Giappone. Il regista Kijū Yoshida diresse nel 1969 Eros Plus Massacre, una pellicola sulla vita di Sakae Ōsugi in cui anche Itō appare spesso.